# Lucha Libre World Cup
La Lucha Libre World Cup (Copa Mundial de Lucha Libre) es un torneo de lucha libre profesional organizado por la promoción mexicana Lucha Libre AAA Worldwide (AAA) con el respaldo financiero de la compañía cervecera Grupo Modelo, con Cerveza Victoria como el patrocinador oficial. El torneo incluirá varios equipos de tres luchadores, referidos como tríos en la lucha libre.

## Torneos
| Ganadores | Fecha                                      | Evento                       | Lugar                     | Notas | Ref.        |
| --- | ------------------------------------------ | ---------------------------- | ------------------------- | --- | ----------- |
| Dream Team El Patrón Alberto, Myzteziz y Rey Mysterio Jr.                                                               | 24 de mayo de 2015                         | Lucha Libre World Cup (2015) | Ciudad de México          | Ganaron al eliminar finalmente al Team TNA/Lucha Underground (Matt Hardy, Johnny Mundo y Mr. Anderson).                                                                                        | [ 1 ] [ 2 ] |
| Team México Mari Apache, Lady Apache y Faby Apache Team Lucha Underground Johnny Mundo, Brian Cage y Chavo Guerrero Jr. | 3 de junio de 2016 5 de junio de 2016      | Lucha Libre World Cup (2016) | Ciudad de México & Puebla | Ganaron al eliminar finalmente al Team Japón (Aja Kong, Yuki Miyazaki y Sumire Natsu). Ganaron al eliminar finalmente al Team AAA (El Texano Jr., Psycho Clown y Pentagón Jr.)                 | [ 3 ] [ 4 ] |
| Team AAA Psycho Clown y Pagano                                                                                          | 9 de octubre de 2017 10 de octubre de 2017 | Lucha Libre World Cup (2017) | Tokio, Japón              | Ganaron al eliminar finalmente al Team NOAH (Taiji Ishimori y Hi69). | [ 5 ]       |
| Team México Laredo Kid, Pentagón Jr. & Taurus Team Estados Unidos Deonna Purrazzo, Jordynne Grace y Kamille             | 19 de marzo de 2023                        | Lucha Libre World Cup (2023) | Zapopan, Jalisco          | Ganaron al eliminar finalmente al Team Estados Unidos (Christopher Daniels, Johnny Caballero & Sam Adonis). Ganaron al eliminar finalmente al Team México (Flammer, La Hiedra y Sexy Star II). |             |

## Estadísticas
- Ciudad de México ha sido sede de 2 eventos realizadas.
- El Palacio de los Deportes es el lugar en tener 2 eventos consecutivas.
- Hasta la actualidad, Psycho Clown es el único luchador que más ha participado en las cuatro ediciones del Lucha Libre World Cup.
- Lucha Libre World Cup (2016) fue la primera vez en que se disputó un torneo femenino.